# Geneviève O'Gleman
Geneviève O'Gleman, née le 7 juillet 1978, est autrice, animatrice et entrepreneure québécoise. Elle est notamment connue comme nutritionniste à l'émission Cuisine futée, parents pressés (2013 à 2018) avec l'animatrice et la journaliste Alexandra Diaz et comme animatrice de l'émission Savourer présentée sur Ici Radio-Canada Télé de 2020 à 2024.

## Biographie
Diplômée en nutrition et en journalisme de l'Université de Montréal, elle arrive sur la scène médiatique québécoise en 2001 à titre de diététiste-nutritionniste et présidente de la PME de Laval, Nutrinova.
Geneviève est autrice de 18 livres de recettes, cumulant plus d'un million de livres vendus en carrière. Son livre Dent sucrée est le livre le plus vendu au Québec en 2024.
Présidente et productrice de O'Gleman Média, elle produit l'émission de cuisine Savourer, diffusée au Québec et dans la francophonie canadienne sur Ici Radio-Canada Télé de 2020 à 2024. Son magazine Web du même nom, Savourer,  remporte le prix du 3e meilleur site web de cuisine dans le monde et le meilleur au Canada aux Gourmand Awards en 2020. En 2023, O'Gleman remporte le Laurier du public au gala des Lauriers de la gastronomie québécoise,.
La dernière émission de Savourer est diffusée sur Ici Radio-Canada Télé le 5 avril 2024. Geneviève décide alors de se consacrer à la création de contenu sur les réseaux sociaux. 
En octobre 2024, elle annonce le lancement de sa chaîne YouTube, où elle partage ses recettes, ses voyages et ses expériences. En mars 2025, elle entraîne son public dans un voyage au coeur de la culture culinaire marocaine dans sa série YouTube Geneviève au Maroc. 
En mai 2025, elle reçoit le prix Chef, foodie & nutrition au Gala InfluenceCréation.

## Télévision
| Nom de l'émission              | Diffuseur             | Rôle                           | Dates       |
| ------------------------------ | --------------------- | ------------------------------ | ----------- |
| L'épicerie                     | Ici Radio-Canada Télé | Collaboratrice                 | 2002 à 2008 |
| L'Assiette démystifiée         | Canal Vie             | Animatrice                     | 2010 à 2012 |
| Tout simplement Clodine        | TVA                   | Chroniqueur                    | 2010 à 2012 |
| Ça commence bien               | V Télé                | Chroniqueur                    | 2012 à 2015 |
| Cuisine futée, parents pressés | Télé-Québec           | Co-animatrice et nutritonniste | 2013 à 2018 |
| Savourer                       | Ici Radio-Canada Télé | Animatrice et cuisinière       | 2020 à 2024 |
| Salut Bonjour                  | TVA                   | Chroniqueur                    | 2024 à auj. |

## Livres
- Geneviève O'Gleman, Rapido-presto, Montréal, La Semaine, 25 mars 2009, 237 p. (ISBN 9782923501567)
- Geneviève O'Gleman, Bonne bouffe en famille, Montréal, La Semaine, 12 novembre 2010, 290 p. (ISBN 9782923771205)
- Geneviève O'Gleman, Les Lunchs de Geneviève, Montréal, La Semaine, Août 2012, 314 p. (ISBN 9782897030575)
- Geneviève O'Gleman, Les meilleures recettes anti-cancer, Montréal, La Semaine, Avril 2014, 143 p. (ISBN 9782923771663)
- Geneviève O'Gleman, Boîte à lunch santé, Montréal, La Semaine, 15 août 2016, 264 p. (ISBN 9782923501406)
- Alexandra Diaz et Geneviève O'Gleman, Famille futée : 75 recettes santé à moins de 5$ par portion, Montréal, La Semaine, 31 octobre 2013, 304 p. (ISBN 9782897031282)
- Alexandra Diaz et Geneviève O'Gleman, Famille futée 2 : 175 recettes santé à moins de 5 $ par portion, Montréal, La Semaine, 3 août 2015, 432 p. (ISBN 9782897033002)
- Alexandra Diaz et Geneviève O'Gleman, Famille futée 3 : 150 recettes santé à moins de 5$ par portion, Montréal, La Semaine, 24 juillet 2017, 416 p. (ISBN 9782761949224)
- Alexandra Diaz et Geneviève O'Gleman, Famille futée 4 : 200 recettes pour survivre aux soirs de semaine, Montréal, La Semaine, 23 juillet 2018, 496 p. (ISBN 9782761950596)
- Geneviève O'Gleman, Les lunchs, Montréal, les Éditions de l'Homme, 2019, 255 p. (ISBN 9782761952002, lire en ligne)
- Geneviève O'Gleman, Soupers rapides, Montréal, les Éditions de l'Homme, 2019, 239 p. (ISBN 9782761952149, lire en ligne)
- Geneviève O'Gleman, Petit prix, Montréal, Les Éditions de l'Homme, 2020 p. (ISBN 9782761954990, lire en ligne), p. 239
- Geneviève O'Gleman, BBQ santé, Montréal, les Éditions de l'Homme, 2020, 255 p. (ISBN 9782761954068, lire en ligne)
- Geneviève O'Gleman, Presqué végé, Montréal, les Éditions de l'Homme, 2020, 239 p. (ISBN 9782761952163, lire en ligne)
- Geneviève O'Gleman, Fast-food santé, Montréal, les Éditions de l'Homme, 2021, 239 p. (ISBN 9782761955010, lire en ligne)
- Geneviève O'Gleman, Réconfort sans effort, Montréal, les Éditions de l'Homme, 2022, 239 p. (ISBN 9782761957175, lire en ligne)
- Geneviève O'Gleman, Tellement frais, Montréal, les Éditions de l'Homme, 2023, 239 p. (ISBN 9782761960366, lire en ligne)
- Geneviève O'Gleman, Dent sucrée, Montréal, les Éditions de l'Homme, 2024, 240 p. (ISBN 9782761963176, lire en ligne)

## Prix et distinctions
- 2020 : 3e meilleur site de cuisine au monde — Gourmand Awards
- 2023 : Laurier du public — Lauriers de la gastronomie québécoise
- 2025 : Meilleure créatrice de contenu culinaire - Gala InfluenceCréation